# Кут, Юзеф
Юзеф (Иосиф) Кут (пол. Józef Kut; 21 января 1905, Славин, Великопольское воеводство — 18 сентября 1942, Дахау, Бавария) — блаженный Римско-католической церкви, священник. Входит в число 108 блаженных польских мучеников, беатифицированных римским папой Иоанном Павлом II во время его посещения Варшавы 13 июня 1999 года. 

## Биография
16 июня 1929 года был рукоположён в сан священника. С 1930 по 1936 год служил викарием в приходе святого Мартина в Познани. В 1936 году был назначен настоятелем в городе Гошчешин. 30 октября 1941 года был арестован Гестапо за активную пастырскую деятельность и интернирован в концентрационный лагерь Дахау. Будучи немцем по происхождению, отклонил предложение лагерного начальства внести себя в список фольксдойче и отказаться от священства, тем самым потеряв возможность покинуть концлагерь. Погиб от голода и болезни. Его тело было сожжено в крематории.

## Прославление
13 июня 1999 года был беатифицирован римским папой Иоанном Павлом II вместе с другими польскими мучениками Второй мировой войны.
День памяти — 12 июня.

## Источник
- Włodzimierz J Chrzanowski: Błogosławiony ks. Józef Kut — kapłan i męczennik. Poznań: Elf, 2003. ISBN 83-908195-7-0.